# Draft da NBA de 2019
O Draft da NBA de 2019 foi realizado em 20 de junho de 2019 no Barclays Center no Brooklyn, Nova York. O draft começou às 7:00 pm Eastern Time Zone (23:00 UTC) e foi transmitido nos Estados Unidos pela ESPN e pela Yahoo Sports, pela ESPN Brasil no Brasil. Neste draft, as equipes da National Basketball Association (NBA) se revezam selecionando novatos das universidades nos Estados Unidos e outros jogadores elegíveis, incluindo jogadores internacionais. Este foi o primeiro draft a utilizar o sistema de loteria que dà as três piores equipes da temporada anterior chances iguais de serem selecionadas como a escolha número 1 do draft na loteria.

## Combine do Draft
O Combine do Draft foi realizado em Chicago de 15 a 19 de maio de 2019. O Combine do Draft da NBA tem como objetivo dar uma chance para que as franquias da liga conheçam melhor os prospectos.

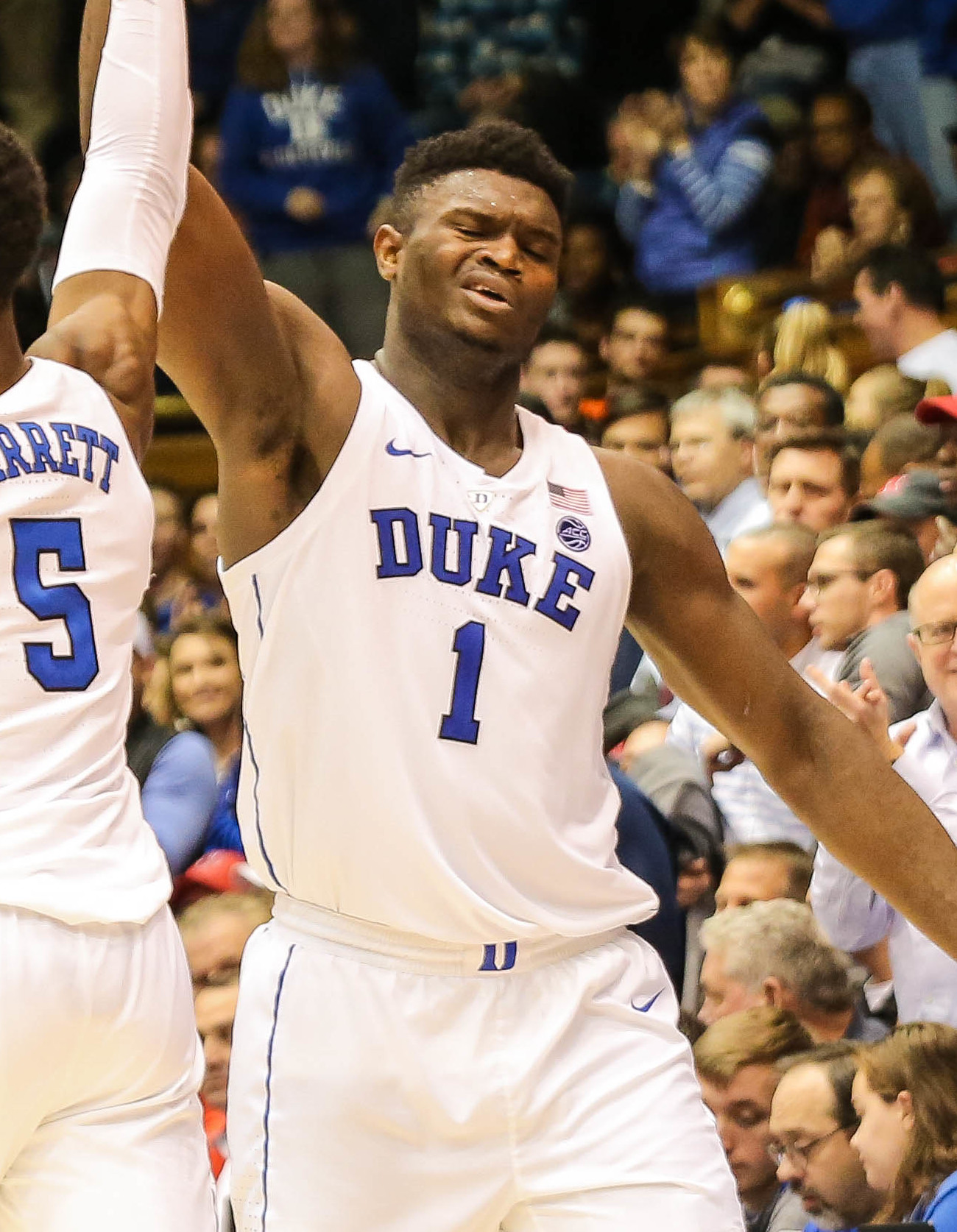
Zion Williamson, selecionado na 1ª escolha pelo New Orleans Pelicans. O ala-pivô foi considerado o melhor prospecto de um draft desde LeBron James, em 2003.

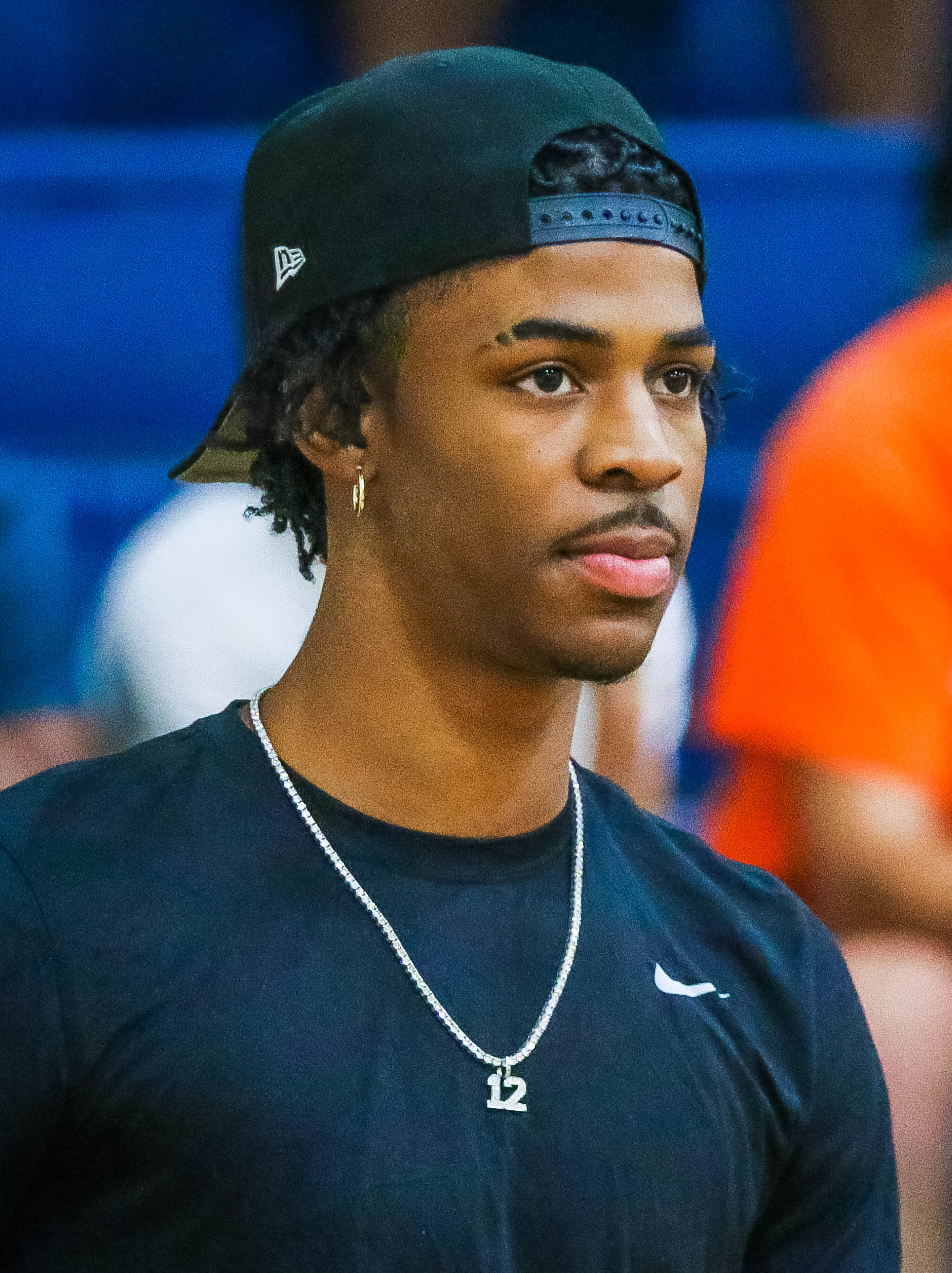
Ja Morant, selecionado na 2ª escolha pelo Memphis Grizzlies. Foi o Rookie of the Year.

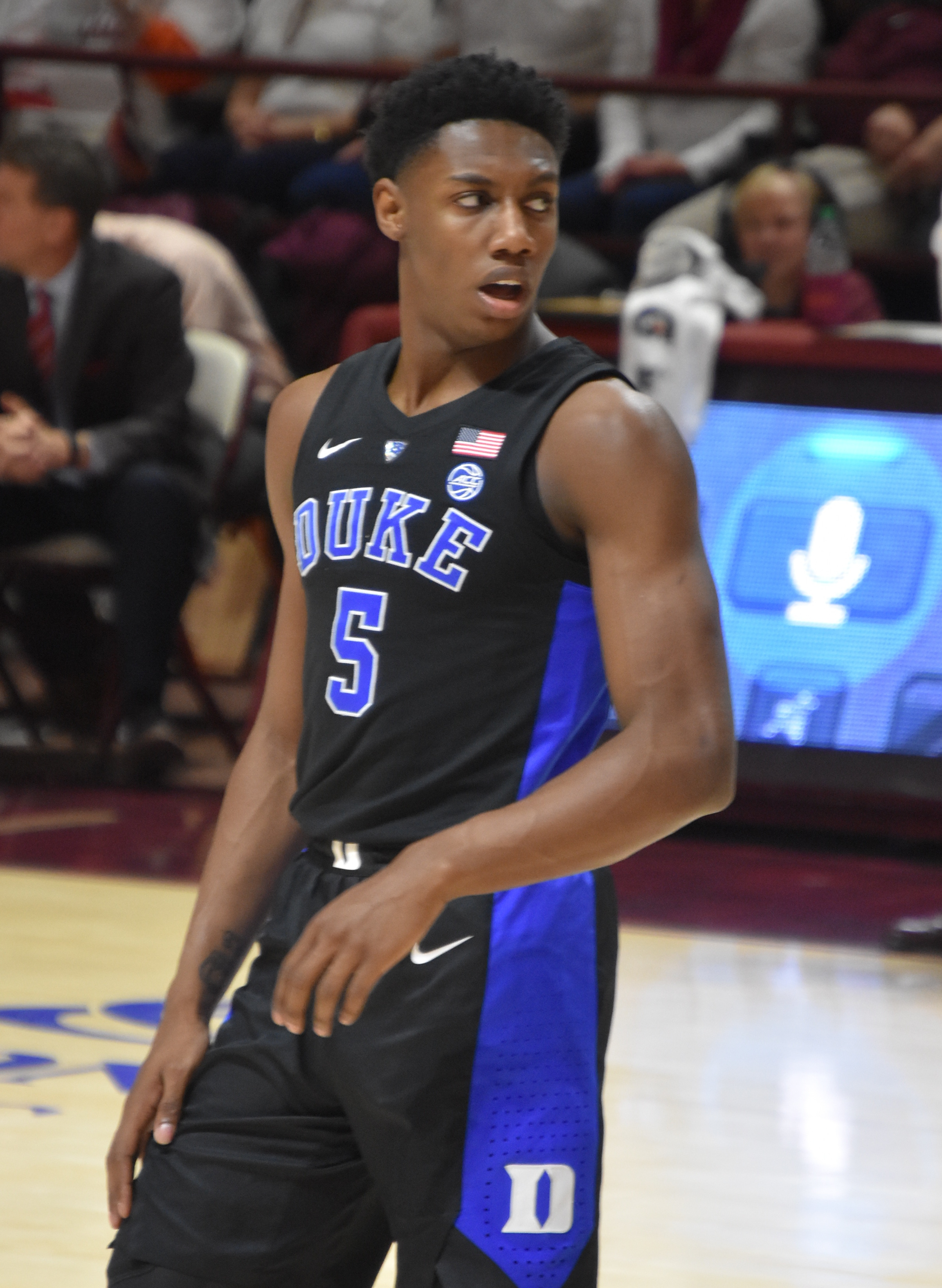
RJ Barrett, 3ª escolha, feita pelo New York Knicks.

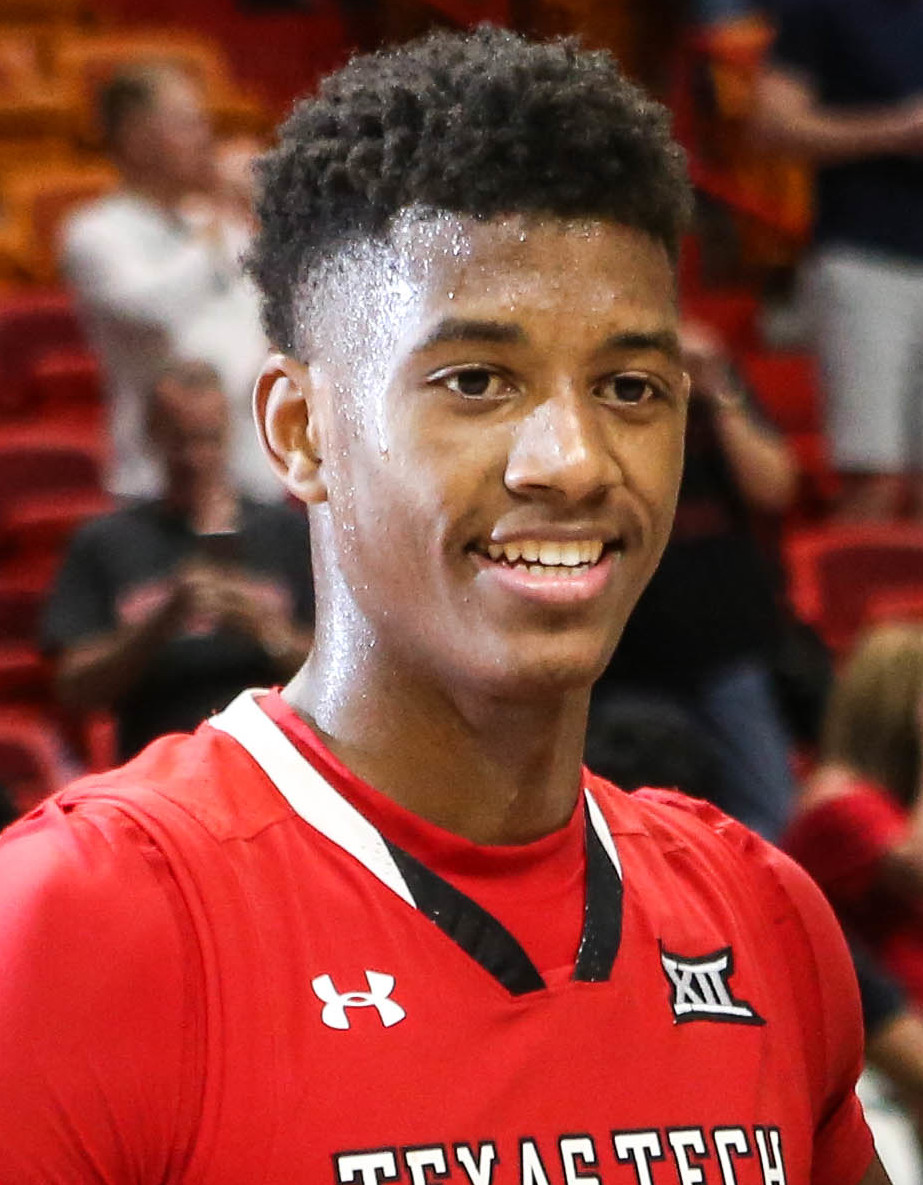
Jarrett Culver, 6ª escolha, selecionado pelo Phoenix Suns, mas foi trocado para o Minnesota Timberwolves.

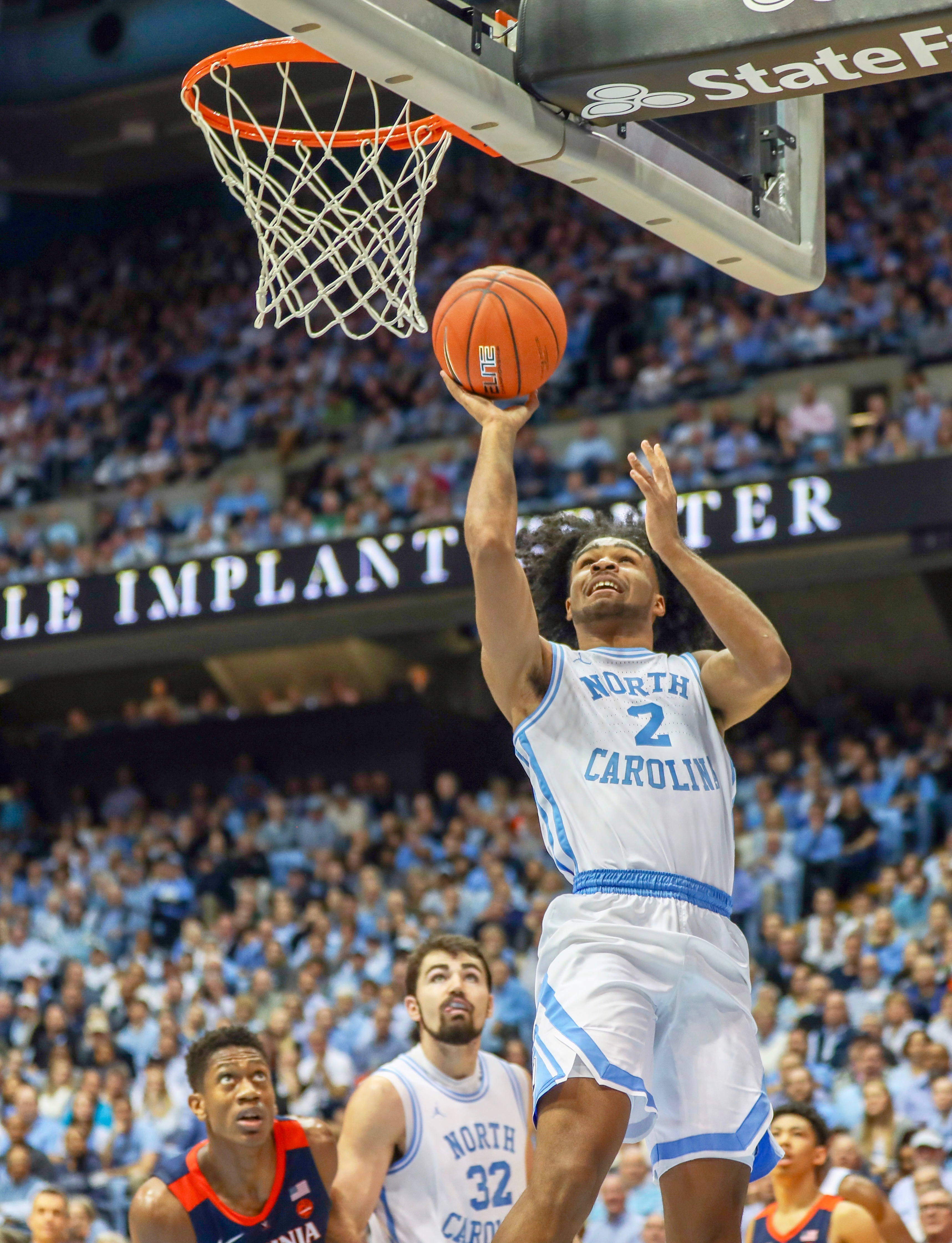
Coby White, 7ª escolha, selecionado pelo Chicago Bulls.

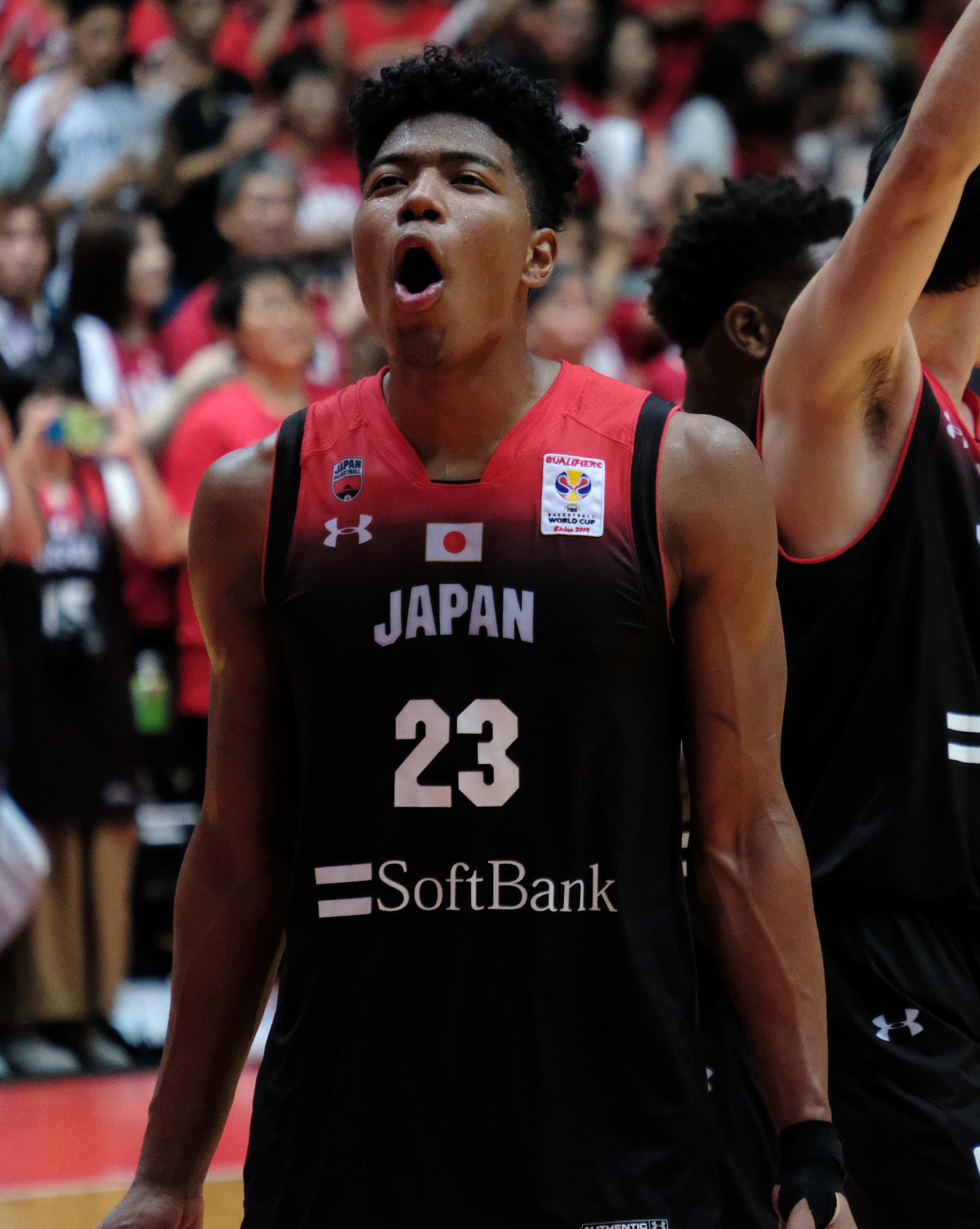
Rui Hachimura, 9ª escolha, feita pelo Washington Wizards. Primeiro japonês a ser draftado na história da NBA.

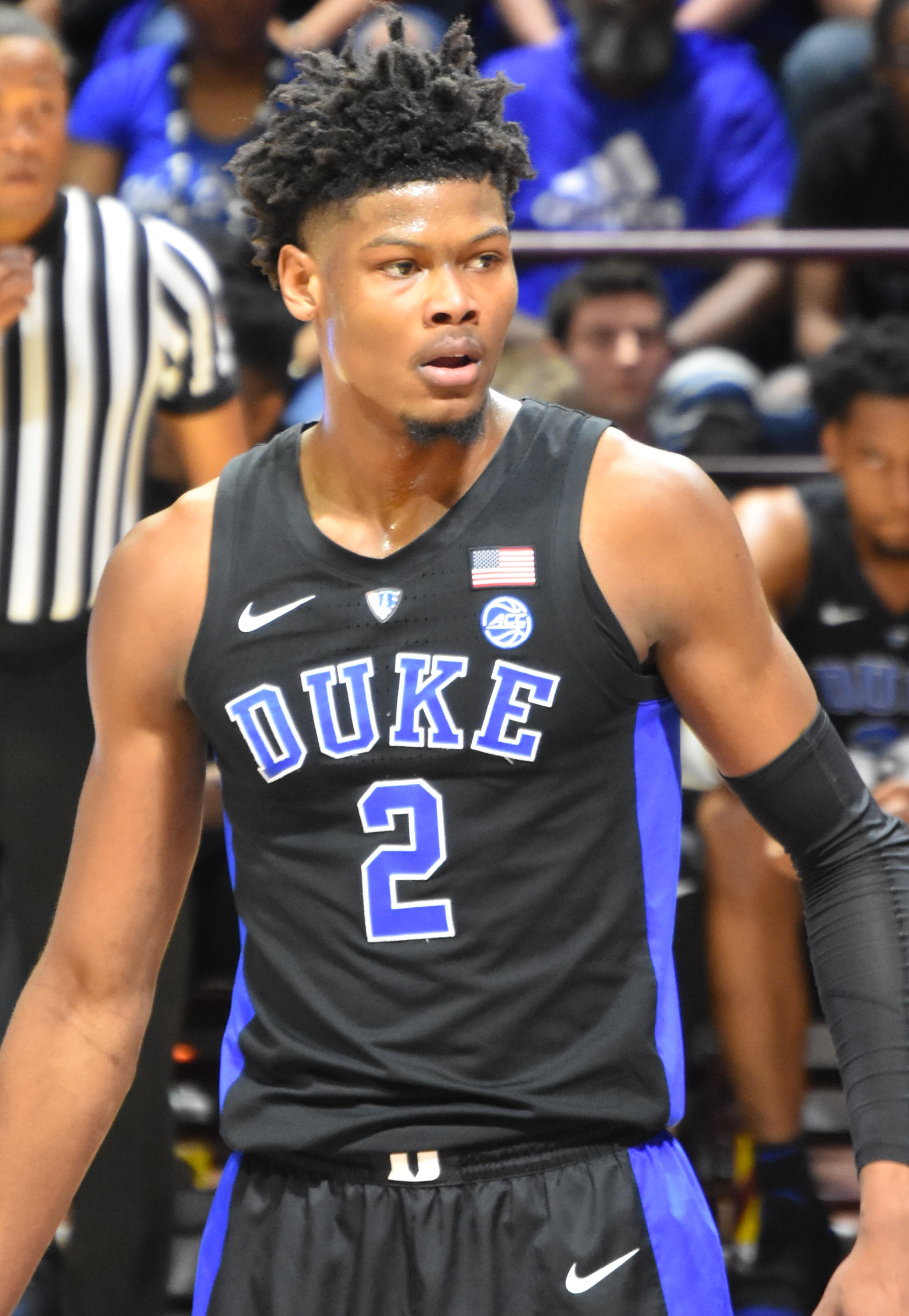
Cam Reddish, 10ª escolha, feita pelo Atlanta Hawks.

|  | Jogadores que foram incluídos no Hall da Fama do Basquete                               |
|  | Jogadores que foram pelo menos uma vez MVP da temporada da NBA                          |
|  | Jogadores que foram selecionados para pelo menos um NBA All-Star Game e um All-NBA Team |
|  | Jogadores que foram selecionados para pelo menos um All-NBA Team                        |
|  | Jogadores que foram selecionados para pelo menos um NBA All-Star Game                   |
|  | Jogadores que nunca atuaram em nenhuma partida sequer pela NBA                          |

| PG | Armador     |
| SG | Ala-armador |
| SF | Ala         |
| PF | Ala-pivô    |
| C  | Pivô        |

| Escolha | Nome                     | Posição | Nacionalidade  | Time                                          | Universidade/Time |
| ------- | ------------------------ | ------- | -------------- | --------------------------------------------- | ----------------- |
| 1       | Zion Williamson          | PF      | Estados Unidos | New Orleans Pelicans                          | Duke              |
| 2       | Ja Morant                | PG      | Estados Unidos | Memphis Grizzlies                             | Murray State      |
| 3       | RJ Barrett               | SG/SF   | Canadá         | New York Knicks                               | Duke              |
| 4       | De'Andre Hunter          | SF      | Estados Unidos | Los Angeles Lakers (trocado para Atlanta)     | Virgínia          |
| 5       | Darius Garland           | PG      | Estados Unidos | Cleveland Cavaliers                           | Vanderbilt        |
| 6       | Jarrett Culver           | SG      | Estados Unidos | Phoenix Suns (trocado para Minnesota)         | Texas Tech        |
| 7       | Coby White               | PG      | Estados Unidos | Chicago Bulls                                 | Carolina do Norte |
| 8       | Jaxson Hayes             | C       | Estados Unidos | Atlanta Hawks (trocado para Pelicans)         | Texas             |
| 9       | Rui Hachimura            | PF      | Japão          | Washington Wizards                            | Gonzaga           |
| 10      | Cam Reddish              | SF      | Estados Unidos | Atlanta Hawks                                 | Duke              |
| 11      | Cameron Johnson          | SG      | Estados Unidos | Minnesota Timberwolves (trocado para Phoenix) | Carolina do Norte |
| 12      | P. J. Washington         | PF      | Estados Unidos | Charlotte Hornets                             | Kentucky          |
| 13      | Tyler Herro              | SG      | Estados Unidos | Miami Heat                                    | Kentucky          |
| 14      | Romeo Langford           | SG      | Estados Unidos | Boston Celtics                                | Indiana           |
| 15      | Sekou Doumbouya          | PF      | França         | Detroit Pistons                               | CSP Limoges       |
| 16      | Chuma Okeke              | PF      | Estados Unidos | Orlando Magic                                 | Auburn            |
| 17      | Nickeil Alexander-Walker | SG      | Estados Unidos | Brooklyn Nets (trocado para Pelicans)         | Virgínia Tech     |
| 18      | Goga Bitadze             | C       | Geórgia        | Indiana Pacers                                | KK Mega Basket    |
| 19      | Luka Šamanić             | PF      | Croácia        | San Antonio Spurs                             | KK Olimpija       |
| 20      | Matisse Thybulle         | SF      | Estados Unidos | Boston Celtics (trocado para Philadelphia)    | Washington        |
| 21      | Brandon Clarke           | PF      | Canadá         | Oklahoma City Thunder (trocado para Memphis)  | Gonzaga           |
| 22      | Grant Williams           | PF      | Estados Unidos | Boston Celtics                                | Tennessee         |
| 23      | Darius Bazley            | SF      | Estados Unidos | Utah Jazz (trocado para OKC)                  | Princenton HS     |
| 24      | Ty Jerome                | PG      | Estados Unidos | Philadelphia 76ers (trocado para Phoenix)     | Virgínia          |
| 25      | Nassir Little            | SF      | Estados Unidos | Portland Trail Blazers                        | Carolina do Norte |
| 26      | Dylan Windler            | SF      | Estados Unidos | Cleveland Cavaliers                           | Belmont           |
| 27      | Mfiondu Kabengele        | C       | Canadá         | Brooklyn Nets (trocado para Clippers)         | Florida State     |
| 28      | Jordan Poole             | SG      | Estados Unidos | Golden State Warriors                         | Michigan          |
| 29      | Keldon Johnson           | SF      | Estados Unidos | San Antonio Spurs                             | Kentucky          |
| 30      | Kevin Porter Jr.         | SG      | Estados Unidos | Milwaukee Bucks (trocado para Cleveland)      | USC               |

### Segunda rodada
| Escolha | Nome                   | Posição | Nacionalidade            | Time                                         | Universidade/Time   |
| ------- | ---------------------- | ------- | ------------------------ | -------------------------------------------- | ------------------- |
| 31      | Nicolas Claxton        | PF      | Ilhas Virgens Americanas | Brooklyn Nets                                | Geórgia             |
| 32      | KZ Okpala              | SF      | Estados Unidos           | Phoenix Suns (trocado para Miami)            | Stanford            |
| 33      | Carsen Edwards         | PG      | Estados Unidos           | Los Angeles Clippers (trocado para Boston)   | Purdue              |
| 34      | Bruno Fernando         | C       | Angola                   | Philadelphia 76ers (trocado para Atlanta)    | Maryland            |
| 35      | Didi Louzada           | SF      | Brasil                   | Atlanta Hawks (trocado para Pelicans)        | Franca              |
| 36      | Cody Martin            | SF      | Estados Unidos           | Charlotte Hornets                            | Nevada              |
| 37      | Deividas Sirvydis      | SF      | Lituânia                 | Dallas Mavericks (trocado para Detroit)      | BC Rytas            |
| 38      | Daniel Gafford         | C       | Estados Unidos           | Chicago Bulls                                | Arkansas            |
| 39      | Alen Smailagić         | C       | Sérvia                   | New Orleans Pelicans (trocado para Warriors) | Santa Cruz Warriors |
| 40      | Justin James           | SG      | Estados Unidos           | Sacramento Kings                             | Wyoming             |
| 41      | Eric Paschall          | PF      | Estados Unidos           | Atlanta Hawks (trocado para Warriors)        | Villanova           |
| 42      | Admiral Schofield      | SF      | Estados Unidos           | Philadelphia 76ers (trocado para Wizards)    | Tennessee           |
| 43      | Jaylen Nowell          | SF      | Estados Unidos           | Minnesota Timberwolves                       | Washington          |
| 44      | Bol Bol                | PF/C    | Sudão                    | Miami Heat (trocado para Denver)             | Oregon              |
| 45      | Isaiah Roby            | SF      | Estados Unidos           | Detroit Pistons (trocado para Dallas)        | Nebraska            |
| 46      | Talen Horton-Tucker    | SF      | Estados Unidos           | Orlando Magic (trocado para Lakers)          | Iowa State          |
| 47      | Ignas Brazdeikis       | SF      | Canadá                   | Sacramento Kings (trocado para Knicks)       | Michigan            |
| 48      | Terance Mann           | SF      | Estados Unidos           | Los Angeles Clippers                         | Florida State       |
| 49      | Quinndary Weatherspoon | SG      | Estados Unidos           | San Antonio Spurs                            | Mississippi State   |
| 50      | Jarrell Brantley       | SF      | Estados Unidos           | Indiana Pacers (trocado para Utah)           | Charleston          |
| 51      | Tremont Waters         | PG      | Estados Unidos           | Boston Celtics                               | LSU                 |
| 52      | Jalen McDaniels        | PF      | Estados Unidos           | Charlotte Hornets                            | San Diego State     |
| 53      | Justin Wright-Foreman  | PG      | Estados Unidos           | Utah Jazz                                    | Hofstra             |
| 54      | Marial Shayok          | SG      | Canadá                   | Philadelphia 76ers                           | Iowa State          |
| 55      | Kyle Guy               | PG      | Estados Unidos           | New York Knicks (trocado para Sacramento)    | Virgínia            |
| 56      | Jaylen Hands           | PG      | Estados Unidos           | Los Angeles Clippers (trocado para Nets)     | UCLA                |
| 57      | Jordan Bone            | PG      | Estados Unidos           | New Orleans Pelicans (trocado para Detroit)  | Tennessee           |
| 58      | Miye Oni               | SG      | Estados Unidos           | Utah Jazz (trocado para Warriors)            | Yale                |
| 59      | Dewan Hernandez        | PF      | Estados Unidos           | Toronto Raptors                              | Miami               |
| 60      | Vanja Marinković       | SG      | Sérvia                   | Sacramento Kings                             | KK Partizan         |